# ارزیابی و پایش زیست‌محیطی
مجله ارزیابی و پایش زیست‌محیطی، اولین بار در سال ۱۹۸۱ منتشر شد. این مجلهٔ هفتگی، دانشگاهی و علمی توسط اشپرینگر منتشر می‌شود. سردبیر آن GB Wiersma (دانشگاه مین) است.

## اهداف و دامنه

### تحلیل داده‌ها
تمرکز این مجله نتایج داده‌های تجزیه و تحلیل شده مربوط به ارزیابی و نظارت بر خطرات محیط زیستی است که ممکن است هم بر محیط زیست و هم انسان تأثیر بگذارد.

### پایش سیستم
پوشش موضوعی شامل نظارت بر سیستم‌های محیط زیست از مفهوم تا پیکربندی، پیاده‌سازی و مدیریت آن است.

### پوشش موضعی گسترده
به‌طور کلی، مدیریت زیست‌محیطی، محیط زیست، سم‌شناسی محیط زیست، اصلاح آلودگی، همراه با نظارت و تجزیه و تحلیل محیطی، موضوعات مرتبط به این مجله است.

## نمایه سازی
این مجله در پایگاه‌های زیر نمایه داده می‌شود.
- نمایه استنادی علوم
- پاب‌مد
- مدلاین
- سلامت جهانی
- جئوبیس